# Oakland Motor Car Company
Oakland (Окленд) — з 1907 року американський виробник автомобілів. Штаб-квартира розташована в місті Понтіак, штат Мічиган. У 1909 році компанію купує фірма General Motors. У 1931 році компанія припинила виробництво автомобілів.

## Едвард Мерфі
У 1893 році Едвард Мерфі, Біч і великий землевласник Френсіс Еммендорфер засновують компанію Pontiac Buggy Company в місті Понтіак, що в штаті Мічиган, яка починає займатися виробництвом возів та інших гужових транспортних засобів. У 1898 році Мерфі засновує ще одну компанію — Dunlap Vehicle Company, яка починає виготовляти кінні екіпажі більш низького цінового рівня, ніж вози бренду «Pontiac», в 1903 році з'являється ще одна фірма, що належала Мерфі, — Crescent Carriage Company, яка також займалася виробництвом гужових возів.
У 1906 році Мерфі бачив загальний спад попиту на гужовий транспорт, який потихеньку починав витіснятися саморушними транспортними засобами. Підприємець приходить до того, що пора інвестувати гроші в автомобілі, спочатку він планував купувати комплектуючі у різних постачальників і збирати їх воєдино на своїх виробничих потужностях. Однак в 1907 році Едвард Мерфі знайомиться з Алансоном Пертріджем Брашом з Детройта, який пропонує конструкцію свого автомобіля. Браш до цього працював на Леланда з фірми Cadillac, і спроектував для нього легкий двоциліндровий двигун, в якому колінвал обертався проти годинникової стрілки. Двигуни заводилися в той час «кривим» стартером, тобто важелем, а крутити колінвал за годинниковою стрілкою було незручно правшам, так що не рідко «заведення» автомобіля закінчувалося вивихами і переломами рук, а конструкція Браша повинна була зменшити травмонебезпечність процесу. Однак Леланд не захотів використовувати двоциліндровий двигун на своїх машинах, і зробив стрибок з одноциліндрового мотора (також спроектованого Брашем) на 4-циліндровий. Сама фірма Браша Brush Motor Car Company виробляла одноциліндрові автомобілі з дерев'яною рамою і осями з цього ж матеріалу.

## Заснування компанії
Мерфі зацікавився дітищем Браша, і в серпні 1907 року створюється фірма Oakland Motor Car Company, назву компанії було обрано з двох причин, по-перше, місто Понтіак перебувало у графстві Окленд, по-друге, вулиця, на якій знаходився завод, також називалася Окленд Стріт. Мерфі був би радий назвати свій автомобільний бренд Pontiac, але ще в 1905 році Альберт Норт і Гаррі Гамільтон — власники фірми The Pontiac Spring and Wagon Works, що також випускала гужовий транспорт, об'єднують зусилля з детройтською фірмою братів Макса і Моріса Грабовскі — The Rapid Motor Vehicle Co, і починають з початку 1907 року випускати в Понтіаку, крім вантажівок і автобусів марки Rapid, ще й легкові автомобілі марки Pontiac. У 1908 році The Pontiac Spring and Wagon Works перейменувалася в The Pontiac Motor Vehicle Co, легковики марки Pontiac, що розійшлися тиражем в 40-50 примірників, пропали з каталогів в 1909 році, оскільки права на них та й сам завод був викуплений Картером наприкінці 1908 року, який став випускати там автомобілі марки Cartercar.

## Початок виробництва автомобілів
Першою моделлю фірми Oakland стала показана в квітні 1908 року Model 20A з 20-сильним 2-циліндровим двигуном, об'ємом 2.5 л, і кузовом ранебоут, восени до неї додалися турінг (Model 20B) і ландо (Model 20E), всі вони оснащувалися 3-ступінчастою планетарною коробкою передач. Але попит на автомобілі виявився скромним, всього майже за рік було продано близько 200 екземплярів автомобілів цієї конструкції.

## Oakland у складі компанії General Motors
До 1909 року було побудовано всього 491 автомобіль, 20 січня 1909 року Вільям Крапо Дюрант (ця людина пройшла шлях від бакалійника, мельника, аптекаря, кур'єра, торгового агента, маклера і т. д. до господаря найбільшої автомобільної компанії світу) викуповує 50% акцій автомобільної фірми Мерфі, на початку квітня відбувається викуп решти акцій, з тих пір концерн General Motors Corporation стає повновладним власником Oakland Motor Car Co. А Oakland стає третьою фірмою, що увійшла в імперію Дюранта, першим його придбанням стала фірма Buick (куплена ще в 1904 році), у грудні 1908 року — Oldsmobile, після Oakland в травні був придбаний Rainier, в липні — Cadillac, в жовтні — Cartercar, в листопаді — Elmore, Welch і Reliance, плюс ще близько 20 фірм, що займалися виробництвом комплектуючих до автомобілів. Управляти купленими компаніями залишаються їхні колишні власники, так Мерфі просто повинен був підкорятися Дюранту, але у вересні 1909 року Едвард помирає у віці 45 років. Байрон Картер, засновник Cartercar, що також увійшла в імперію Боббі Дюранта, також незабаром помирає у віці 44 років.

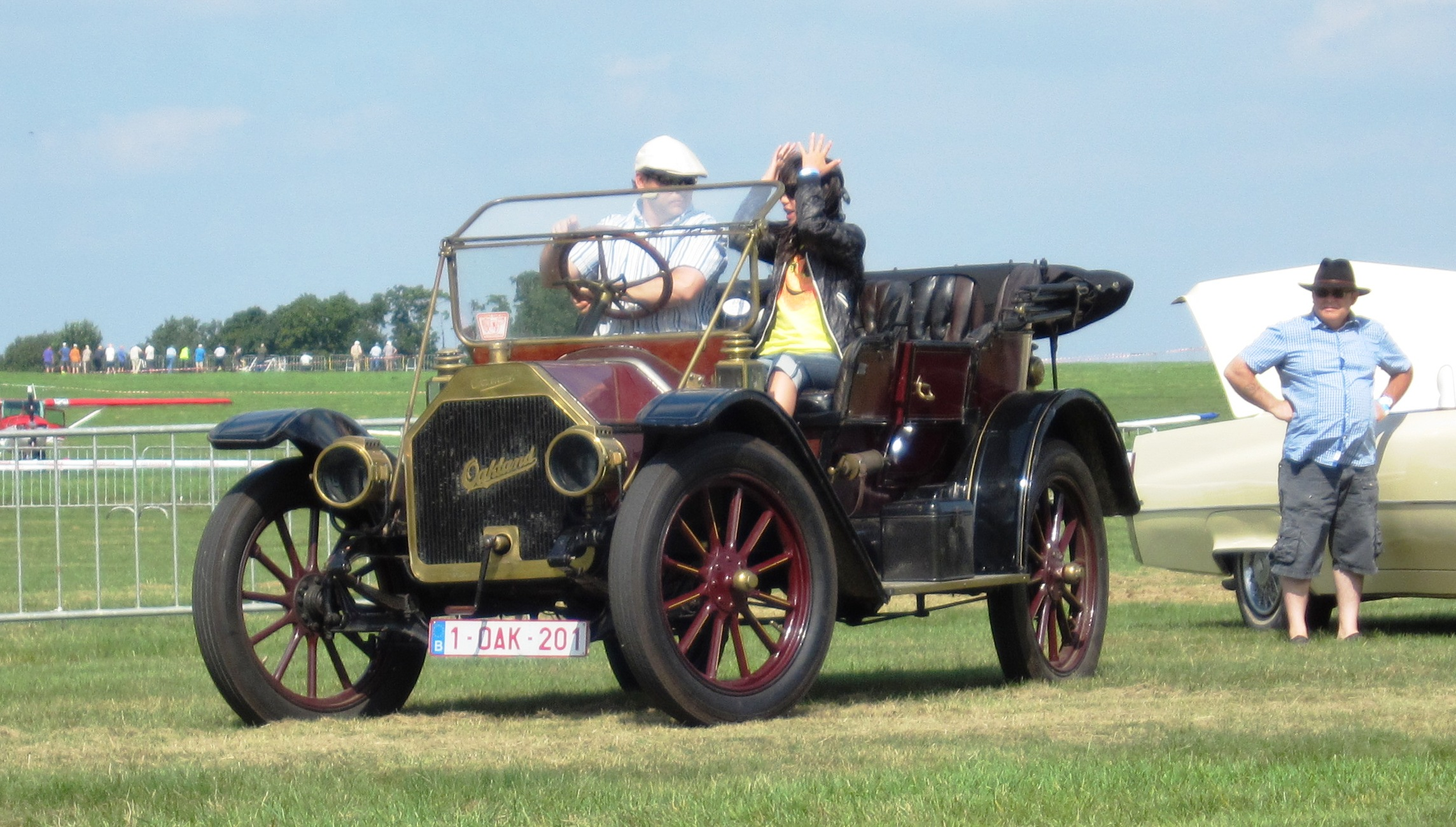
Oakland Model 40 Touring

У 1909 році починається виробництво 4-циліндрової моделі Model 40, двигун цієї моделі був отриманий шляхом з'єднання двох 2-циліндрових двигунів, 5.2 л мотор розвивав 40 к.с., трансмісія у нього була з легкими зубчастими шестерінками, а не планетарною. Завдяки новій моделі вдалося підняти загальне виробництво автомобілів марки «Окленд» за позначку в 1000 автомобілів на рік.

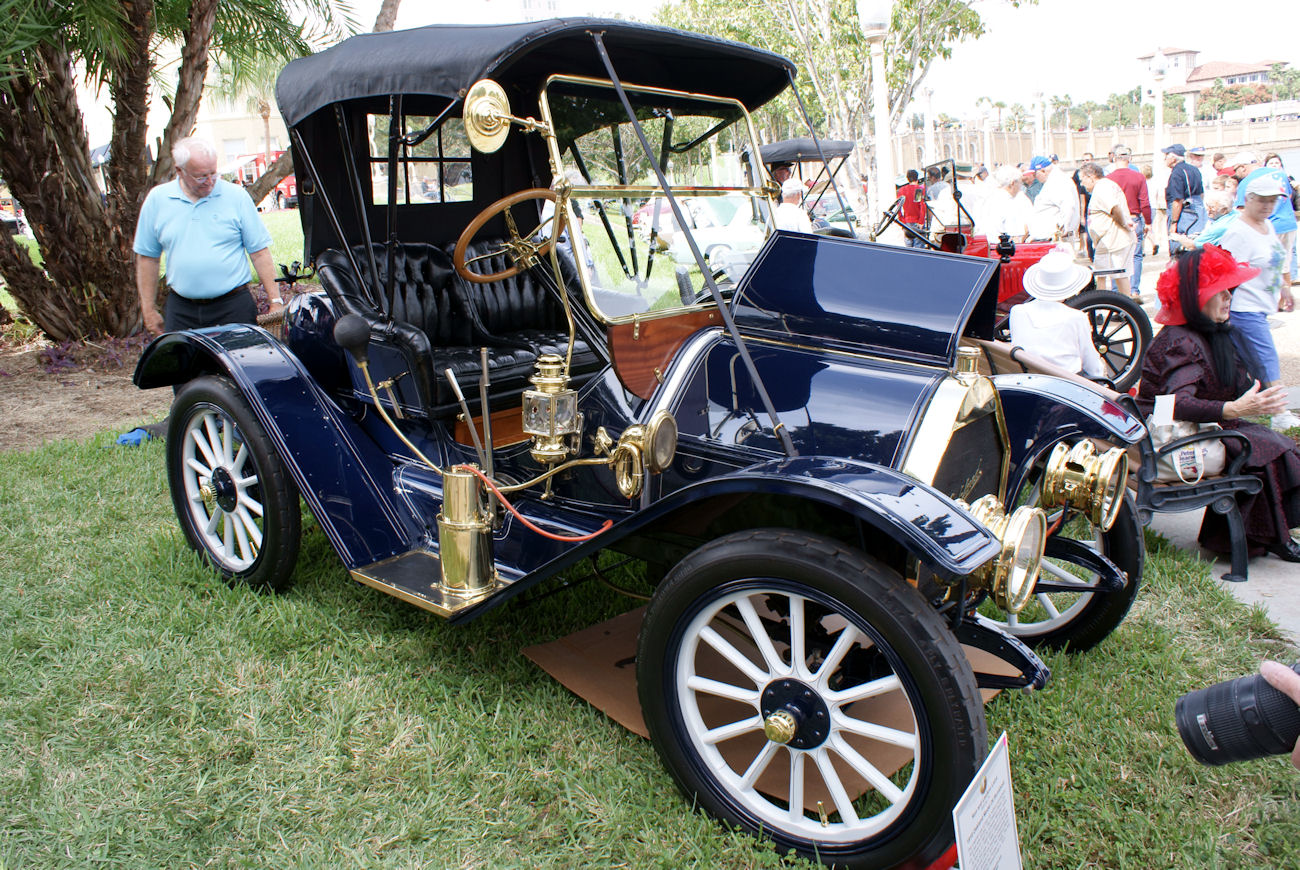
Oakland Model 24 Runabout

У 1910 році з'являється молодша 4-циліндрова модель — Model 24, оснащена 3.3 л двигуном, потужністю 24 к.с., через два роки ця машина була перейменована в Model 30, Model 40 була змінена однойменною — 40К, але під капотом був тепер 4.2 л двигун такої ж потужності, крім них з'явилася більша 5.5 л машина — Model 45, в тому ж році продажі склали 6000 одиниць.

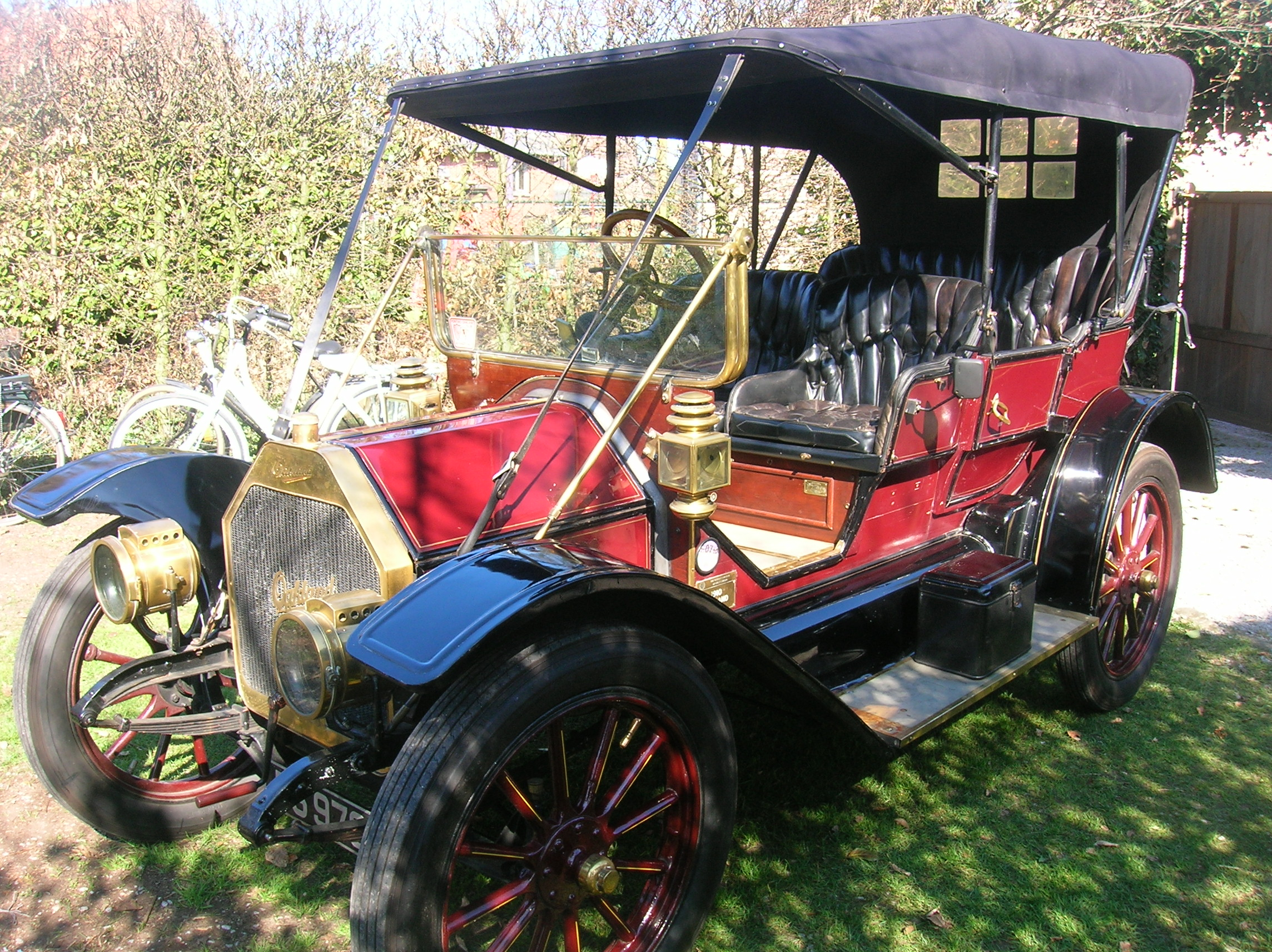
Oakland Model 45 Touring

У 1913 було продано вже 8600 автомобілів завдяки появі нових моделей: Model 35 — легкий і швидкохідний автомобіль з 3.2 л двигуном серії Northway (який випускався на підприємстві Cartercar); Model 42 була на 10 см довша в базі, а під капотом ховався торішній 4.2 л двигун; і Model 6-60 — перший 6-циліндровий автомобіль марки Oakland, його 6.2 л двигун був також серії Northway. Автомобілі, оснащені двигунами Northway, мали загальні технічні риси, по-перше, вони мали верхнє розташування клапанів, до того ж вони були оснащені водяним насосом, змащенням під тиском, крім електричного стартера фірми Delco, вони також були обладнані електричними світловими приладами та запалюванням від цієї ж фірми. Обидві машини також мали V-подібний радіатор в стилі бельгійського Metallurgique, таким чином власники компанії намагалися підкреслити престижність бренду.

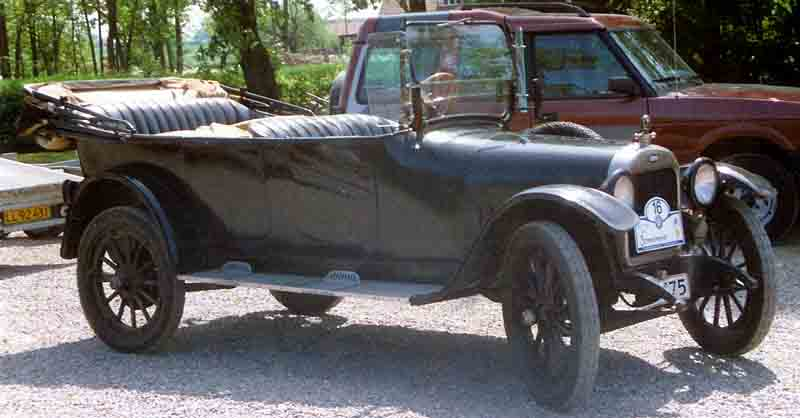
Oakland Model 34 Touring

У 1914 році з'являється найменша модель — Model 62 з 2.5 л 4-циліндровим двигуном, Model 35 змінила назву на Model 36, замість 42 з'являється 43 з мотором 5.5 л (так званий Big Four), більша модель 6-60 також знімається з виробництва, замість неї з'являється дрібніша 6-циліндрова машина Model 48, оснащена 4.7 л двигуном, яка до того ж пропонувалася всього з одним типом кузова — турінг. У 1915 році у виробництві залишається тільки дві моделі, які були майже ідентичними торішнім і мали кузови типу родстер і турінг, це були Model 37 і Model 49, спадкоємці моделей 36 і 48. У 1916 році з'являється перша машина цієї марки з V8 під капотом, це був Model 50, двигун, розроблений Фредом Уорнером, мав об'єм 5.5 л і пристойну потужність — 71 к.с.. Крім неї в каталогах за цей рік пропонувалася нова малолітражка Model 32 з 6-циліндровим 2.9 л двигуном, який мав верхнє розташування клапанів; і 4-циліндрова модель, яка випускалася з 1913 року і тепер називалася Model 38. Весь цей широкий спектр пропонованих варіантів записують в заслуги тодішньому главі концерну — Чарлі Нешу, який особливо прихильно ставився до Oakland.
У 1917 році вирішено було відмовитися від 4-циліндрових моделей, Model 32 трансформується в Model 34, крім неї в списку пропонованих залишається Model 50, машини цього модельного року отримують лівостороннє розташування керма (крім експортних ринків), до цього кермо встановлювали або праворуч, або ліворуч, все залежало від побажання замовника. Model 34 на експортних ринках називалася 15/20НР. Експортні моделі, що поставлялися в Європу, зокрема в Англію, випускалися в Канаді. Таким чином американці уникали високих мит, завдяки чому вдавалося тримати ціну на автомобілі в Британії на досить низькому рівні, причому англійські варіанти можна було відрізнити за спицьованими колесами, в той час як на місцевий ринок машини поставлялися з артилерійськими дерев'яними колесами. У 1917 році було реалізовано 35000 автомобілів.

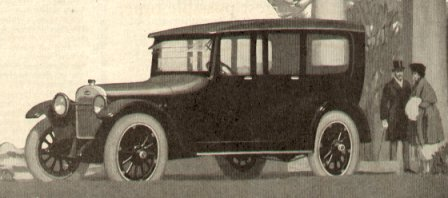
Oakland Series 34C

У 1918 році тільки 6-циліндрових моделей було продано в районі 30 000 примірників, але і Model 34В (як тепер вона називалася) пропонувалася вже не в 3 варіантах кузова, як роком раніше, а в дев'яти, серед яких велика частина була з закритими кузовами, цей модельний ряд відомий як Sensible Six. Цей рік став останнім для 8-циліндрової моделі. У 1920 році 6-циліндрова модель збільшується в базі на 8 см, змінюючи індекс на Model 34C, потужність мотора збільшується до 44 к.с., пропонувалася ця модель в 4 варіантах кузова: два відкритих і два закритих. Однак, не дивлячись на те, що продажі росли, росла і нерентабельність корпорації, що в 1920 році призвело до другої відставки Дюранта, а заодно і віце-президента корпорації — Уорнера,

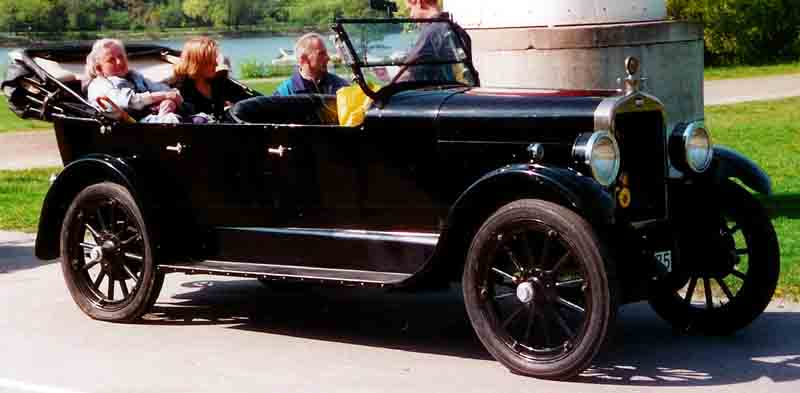
Oakland Model 6-44 Touring

У 1922 році з'являється Model 34D, яка в кінці року змінюється новою моделлю 1923 модельного ряду — Model 6-44, двигун у неї був з боковим розташуванням клапанів, він був простішим по конструкції, дешевшим у виготовленні і при цьому більш потужним, ніж попередник такого ж об'єму. Ця машина також отримала гальма на всіх колесах і централізовану систему змащення шасі.

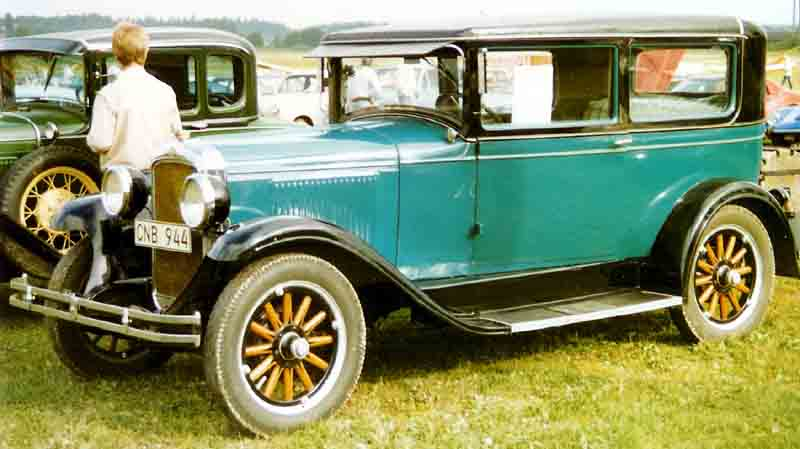
Pontiac Six-27 Sedan

У 1924 році її змінила Model 6-54A, яка отримала нові шасі зі зменшеною на 5 см базою, через рік її змінює Model 6-54В, мотор якого був збільшений з 2.9 л до 3 літрів, зміни торкнулися також підвіски і кузовних деталей. У 1925 році Альфред Р. Гленсі, новий глава «Дженерал Моторс», вирішує створити суб-бренди. Ранжир в 1920-ті роки в концерні йшов від найдешевшого Chevrolet до Oakland, дорожчим був Oldsmobile, потім йшов Buick і багатий постійний клієнт концерну GM міг купити Cadillac, суб-бренди повинні були зменшити цілком відчутний ціновий розрив між марками концерну. Таким чином у січні 1926 року з'являється суб-бренд Pontiac, автомобілі якого випускалися фірмою Oakland, він розташовувався між дешевими Chevrolet, які не мали гальмівної системи на всіх колесах, і більш дорогим Oakland, через рік з'являється більш дешевий Cadillac — LaSalle, а в 1929 році виходять у світ суб-бренди Viking (дорожчий Oldsmobile) і Marquette (дешевший Buick). Тоді ж в 1926 році главою компанії Oakland стає талановитий інженер Бен Енібал, завданням якого до цього було конструювати автомобілі марки Cadillac. Перший Pontiac Six мав рядний 6-циліндровий двигун з боковим розташуванням клапанів, об'ємом 3.1 л і потужністю 40 к.с., розробив його відомий в США конструктор — Генрі Крейн. Не дивлячись на те, що машина пропонувалася всього з двома типами кузовів, розійшлася вона дуже непоганим тиражем — майже 77 000 примірників за перший рік продажів.

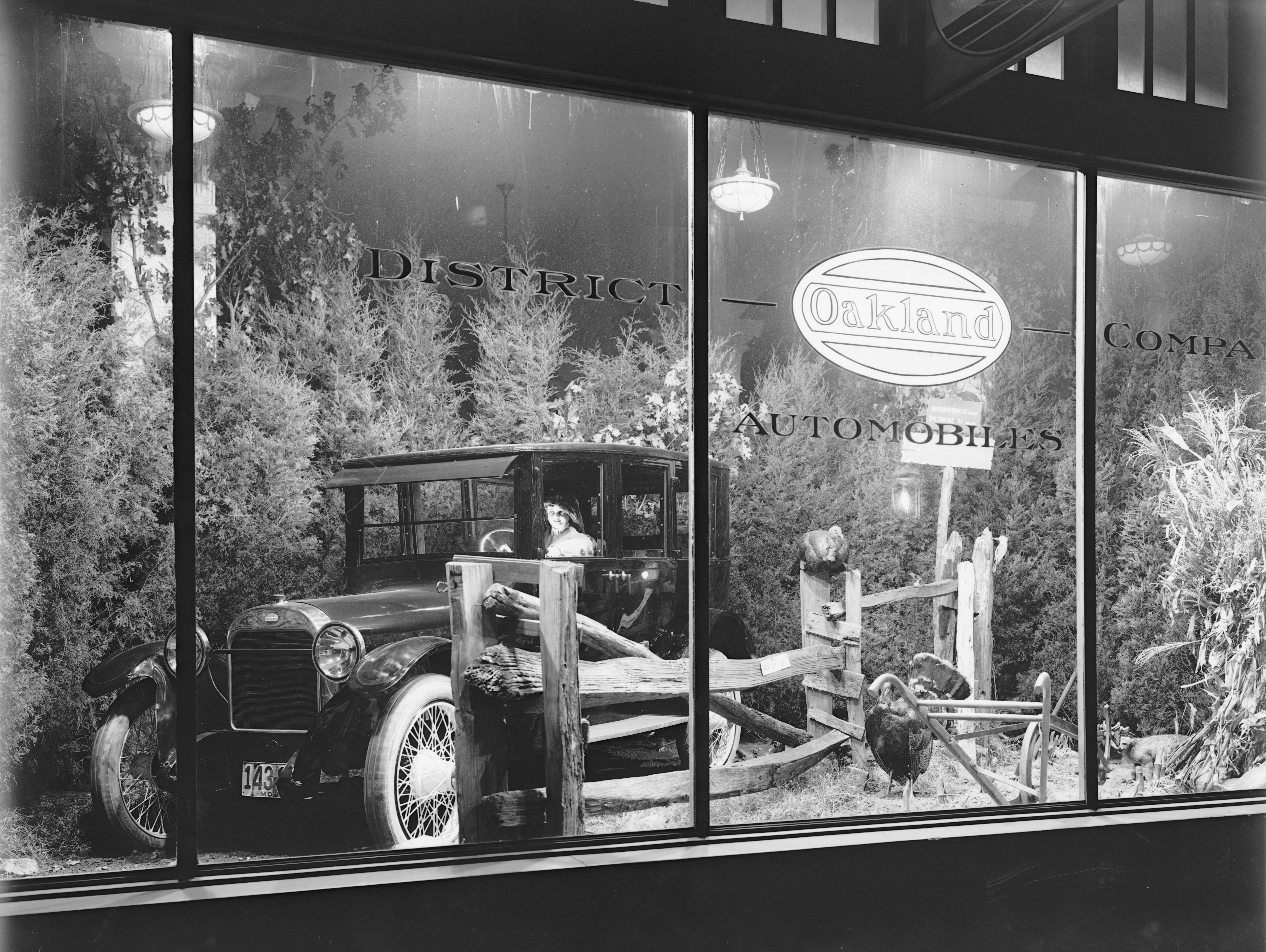
Oakland Six Series Landau Sedan

Oakland обзаводиться моделлю 6-Series, яка була торішнім Oakland Model 6-54B, ця модель пропонувалася майже три модельних роки поспіль. Однак поява більш дешевого суб-бренду позначається на продажах самого Oakland, продажі якого впали до позначки в 30 000 примірників. Зовні схожий на Oakland дешевший Pontiac відрізнявся від першого габаритами, шасі у нього були менші на 10 см, а гальмівна система задіювала тільки задні колеса.

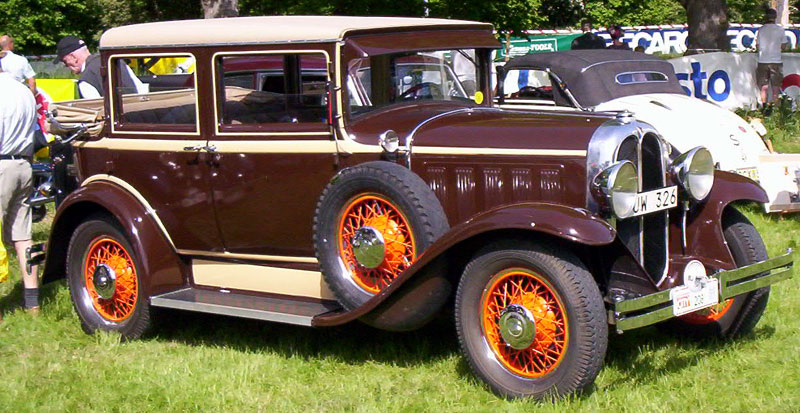
Oakland Series 212 All American Six Sport Sedan

Наприкінці 1928 року з'являється 6-циліндрова серія Series 212, відома під загальною назвою All American Six, яка отримує новий дизайн решітки радіатора, за яким було легко відрізнити автомобіль марки Oakland від інших автомобілів того часу — роздільна вертикальна лінія проходила по всій висоті радіатора, ця машина отримала 3.7 л двигун, потужністю 60 к.с..
У 1930 році з'являється нова модель Series 101 з 4.1 л V8, потужністю 82 к.с., який був запозичений у провального бренду Viking, виробництво якого припинилося в кінці того ж 1930 року (як і Marquette), коробка передач з трьома ступенями була повністю синхронізованою. Дизайн кузовів та й самі кузови були дітищем компанії Fisher, дизайн був схожий на продукції суб-бренду Pontiac, з тією лише різницею, що кузов Oakland був довший на 12 см. Тим часом завдяки «старанням» кризи попит на автомобілі марки Oakland, як і на інші дорогі автомобілі, падає, причому падає дуже стрімко.

## Припинення виробництва автомобілів. Закриття компанії

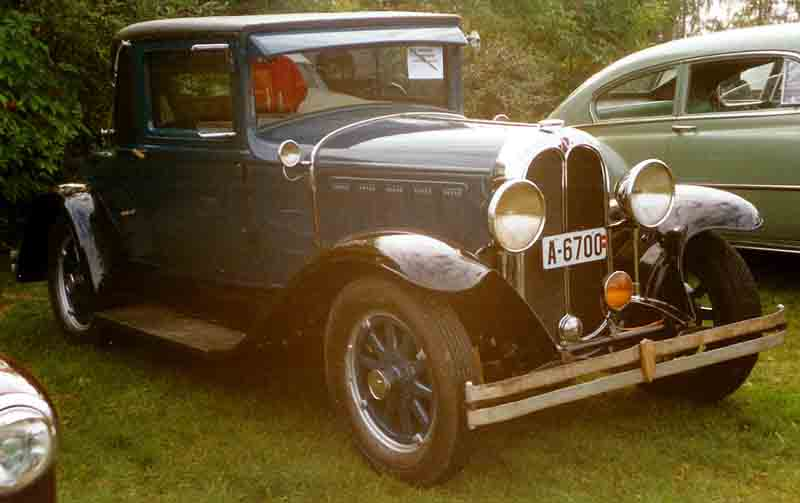
Oakland Series 212 All American Six Sport Coupe

У жовтні 1931 року припиняється виробництво автомобілів марки Oakland, останньою моделлю якої стала Series 301 (технічно майже аналогічна торішньому Series 101, тільки з тією різницею, що потужність піднялася до 85 к.с.), а першого квітня 1932 року фірма перейменовується в Pontiac Motor Company, в підсумку Pontiac стає єдиною суб-маркою, яка переживає материнську і стає основною в своїй дивізії. Через сімдесят вісім років не стало і марки Pontiac.
У 1912 році Pontiac Buggy Company викупила компанія The Emerson-Brantingham Company, яка приблизно в той же час викупила ще одну фірму — Newton Wagon Manufacturing Co, на потужностях цих заводів стали випускати фермерську продукцію. На початку 1920-х на заводі в Понтіаку стали виготовляти кузови і крила для автомобілів, але в листопаді 1928 року компанія The Emerson-Brantingham Company припинила своє існування.

## Список автомобілів Oakland
- 1908 — Oakland Model 20
- 1909 — Oakland Model 40
- 1910 — Oakland Model 24
- 1912 — Oakland Model 30
  - Oakland Model 40K
  - Oakland Model 45
- 1913 — Oakland Model 35
  - Oakland Model 42
  - Oakland Model 6-60
- 1914 — Oakland Model 62
  - Oakland Model 36
  - Oakland Model 43
  - Oakland Model 48
- 1915 — Oakland Model 37
  - Oakland Model 49
- 1916 — Oakland Model 50
  - Oakland Model 32
  - Oakland Model 38
- 1917 — Oakland Model 34
- 1918 — Oakland Model 34B
- 1920 — Oakland Model 34C
- 1922 — Oakland Model 34D
- 1923 — Oakland Model 6-44
- 1924 — Oakland Model 6-54A
- 1925 — Oakland Model 6-54B
- 1926 — Oakland Six Series
- 1928 — Oakland Series 212
- 1930 — Oakland Series 101
- 1931 — Oakland Series 301